# Kortulu
Kortulu ist ein Dorf im zentralen Landkreis der Provinz Kırşehir in Zentralanatolien in der Türkei.
Das Dorf liegt etwa 17 km südwestlich von der Provinzhauptstadt Kırşehir und etwa 3 km entfernt vom Hirfanlı-Stausee.

## Geschichte
Der Gründungszeitpunkt ist nicht bekannt, jedoch vermuten die Dorfbewohner, dass das Dorf nicht älter als 300 Jahre alt ist. Die Regionalgeschichte existiert lediglich in mündlich tradierter Form.
Der Überlieferung zufolge wurde das Dorf von Yörük-Turkmenen gegründet, welche aus der Region der Städte Hatay und Adana nach Pozantı und später nach Kırşehir eingewandert sind. In Pozanti gründeten diese Yörük-Turkmenen ein Dorf namens Kurutlu. Aus nicht bekannten Gründen entschieden sie sich, weiter zu wandern, und kamen in Kırşehir an. Dort gründeten sie nahe der Stadt ein Dorf gleichen Namens, welcher sich mit der Zeit leicht veränderte und die heutige Form „Kortulu“ annahm.

## Bevölkerung
Die Dorfbewohner sind sunnitische Muslime. Sie glauben, dass sie vom Turkvolk der Afscharen abstammen und zum Klan der Akçakoyun gehörten. Ackerbau und Tierhaltung sind die Haupteinnahmequellen der Dorfbevölkerung.
| 2007 | 2008 | 2009 | 2010 | 2011 | 2012 | 2013 | 2014 | 2015 | 2016 | 2017 | 2018 | 2019 | 2020 |
| ---- | ---- | ---- | ---- | ---- | ---- | ---- | ---- | ---- | ---- | ---- | ---- | ---- | ---- |
| 246  | 277  | 238  | 226  | 238  | 221  | 217  | 194  | 186  | 181  | 174  | 173  | 156  | 148  |